# Steirische Leseeule
Die Steirische Leseeule war ein Jugendliteraturpreis in der Steiermark.
Die Jury bildeten tausende Kinder, die ihr Lieblingsbuch und ihren Lieblingsautor wählten. Die Preistrophäe war eine silberne Eule. Durchgeführt wurde der Preis von einer vom Buchhandel betrauten Schule.

## Preisträger
- 1992 Jutta Treiber
- 1993 Thomas Brezina
- 1995 Stefan Slupetzky für Die Traumtöpfe, Evelyne Schmidt-Weinhäupl für Der Sandsturm, Gerda Anger-Schmidt für Noch schlimmer geht's immer., Thomas Brezina
- 1997 Marcus Pfister, Christine Nöstlinger für „Am Montag ist alles ganz anders“, Thomas Brezina für Das sprechende Grab, Rudolf Gigler für Der vergnügte Beistrich, Walt Disney für König der Löwen
- 1999 Werner J. Egli